# Cephalopholis panamensis
Cephalopholis panamensis är en fiskart som först beskrevs av Steindachner, 1877.  Cephalopholis panamensis ingår i släktet Cephalopholis och familjen havsabborrfiskar. IUCN kategoriserar arten globalt som livskraftig. Inga underarter finns listade i Catalogue of Life.